# Mahânadi
 (janvier 2016).
Si vous disposez d'ouvrages ou d'articles de référence ou si vous connaissez des sites web de qualité traitant du thème abordé ici, merci de compléter l'article en donnant les références utiles à sa vérifiabilité et en les liant à la section « Notes et références ».
Le Mahânadi est un fleuve de l'Est de l'Inde.

## Géographie
Il draine un bassin d'une surface d'environ 141 589 km2 et son cours a une longueur de 851 km. Le fleuve prend sa source dans les montagnes de Raipur, à l'est-sud-est de la ville de  Nagri, dans le sud-est de l'état de Chhattisgarh. De là, il coule vers l'ouest jusqu'aux environs de Kanker, puis vers le nord-est, se dirige ensuite vers le sud à partir de Sambalpur, pénètre ensuite dans l'état d'Odisha, et se jette dans le golfe du Bengale, au port de Paradip (Etat d'Odisha).

## Source
Comme beaucoup d'autres fleuves saisonniers indiens, le Mahânadi est une combinaison de nombreux cours d'eau de montagne et sa source précise est difficile à localiser. Cependant, le point le plus éloigné en amont se trouve à 6 km du village de Pharsiya situé lui-même à 448 m d'altitude dans le district de Dhamtari, dans l'état de Chhattisgarh. Les collines qui s'y trouvent sont en fait une extension des Ghats orientaux et de nombreux autres cours d'eau y prennent leur source pour rejoindre ensuite le Mahânadi.
Durant les premiers 80 km de son cours, le Mahânadi coule vers le nord et draine la partie est du district de Raipur. C'est une rivière assez étroite à ce stade, la largeur totale de sa vallée ne dépassant pas 500-600 mètres. Il pénètre ensuite dans le district de Bilaspur où il est rejoint par son principal affluent, le Seonath.